# Арипуанан (мікрорегіон)
Арипуанан (порт. Microrregião de Aripuanã) — мікрорегіон в Бразилії, входить в штат Мату-Гросу. Складова частина мезорегіону Північ штату Мату-Гросу. Населення становить 116 588 чоловік на 2006 рік. Займає площу 124 123,822 км². Густота населення — 0,9 чол./км².

## Склад мікрорегіону
До складу мікрорегіону включені наступні муніципалітети:
1. Арипуанан
2. Бразнорті
3. Кастаньєйра
4. Колніза
5. Котригуасу
6. Журуена
7. Жуїна
8. Рондоландія

| Бразилія | Це незавершена стаття з географії Бразилії. Ви можете допомогти проєкту, виправивши або дописавши її. |